# Ilse Aigner
Pour les articles homonymes, voir Aigner.
Ilse Aigner, née le 7 décembre 1964 à Feldkirchen-Westerham, est une femme politique allemande, membre de l'Union chrétienne-sociale en Bavière (CSU).
Électronicienne de formation, elle est députée régionale, au Landtag de Bavière, entre 1994 et 1998, puis députée fédérale, au Bundestag, où elle se spécialise dans les questions d'éducation. Pourtant, en 2008, elle est nommée ministre fédérale de l'Agriculture. En 2013, à quelques jours de la fin de la législature fédérale, elle devient numéro deux du gouvernement de Bavière.

## Biographie

### Formation et début de carrière
Elle passe son certificat général de l'enseignement secondaire en 1981, puis effectue pendant les quatre années suivantes une formation professionnelle de technicienne en radio et télévision. À la suite de cette formation, elle travaille trois ans, avant de suivre des études en électronique dans une école technique.

### Débuts en politique
Adhérente de la Junge Union (JU) et de la CSU à partir de 1985, elle travaille dans le développement de systèmes électroniques pour hélicoptères chez Eurocopter à partir de 1990. En 1993, elle est élue vice-présidente de la JU de Bavière.

### Carrière parlementaire
Elle renonce à sa vie professionnelle en 1994, lors de son élection au Landtag de Bavière. Un an plus tard, elle fait son entrée au comité directeur de son parti dans le district de Haute-Bavière et au niveau du Land, tout en étant désignée vice-présidente dans l'arrondissement de Rosenheim.
Élue au Bundestag en 1998, elle participe à la mission d'information parlementaire sur l'avenir du service civil. En 1999, elle est portée à la vice-présidence de la fédération de la CSU en Haute-Bavière, renonçant à ses autres fonctions dans les appareils locaux. Elle est réélue députée fédérale en 2002 et 2005.
Elle entre alors au comité directeur du groupe CDU/CSU au Bundestag, et prend la présidence du groupe de travail sur l'Éducation et la Recherche, devenant la porte-parole des députés chrétiens-démocrates sur ces sujets. En octobre 2007, elle est nommée secrétaire de la présidence de la CSU.

### Ministre fédérale
Le 31 octobre 2008, Ilse Aigner est nommée ministre fédérale de l'Alimentation, de l'Agriculture et de la Protection des consommateurs, en remplacement de Horst Seehofer, investi ministre-président de Bavière. Elle est réélue députée fédérale aux élections du 27 septembre 2009, puis se voit reconduite dans ses fonctions ministérielles dans le cadre d'une coalition noire-jaune le 28 octobre suivant.

### Ministre régionale
Aux élections régionales bavaroises du 15 septembre 2013, elle est élue députée au Landtag avec 56,8 % des voix dans la circonscription de Miesbach. Acceptant son élection, elle démissionne quinze jours plus tard du gouvernement fédéral, le ministre fédéral de l'Intérieur Hans-Peter Friedrich assurant alors son intérim. Le 10 octobre, Ilse Aigner est nommée vice-ministre-présidente, ministre de l'Économie, des Médias, de l'Énergie et de la Technologie du second gouvernement du conservateur Horst Seehofer.
Seehofer remet sa démission le 13 mars 2018 pour devenir ministre fédéral de l'Intérieur. Elle lui succède par intérim à la direction du gouvernement régional pendant trois jours, jusqu'à l'investiture de Markus Söder. Ce dernier la confirme comme adjointe et lui confie le ministère du Logement, des Travaux publics et des Transports. Franz Pschierer la remplace comme ministre de l'Économie, mais les compétences sur le numérique passent à Georg Eisenreich.

### Présidente du Landtag
Lors des élections régionales du 14 octobre suivant, elle est réélue députée dans sa circonscription de Miesbach, en Haute-Bavière, avec 45,7 % des voix. Le 5 novembre, elle est portée à la présidence du Landtag de Bavière par 198 voix sur 205.

### Vie privée
Elle est célibataire, sans enfants, et de religion catholique.